# La habitación de las mariposas
La habitación de las mariposas - Más allá de la clonación es una novela negra española de ciencia ficción e intriga escrita por Ramón Cerdà en 2001.
La narrativa está escrita en tercera persona.

## Resumen
En una fría noche de febrero cerca del puerto de Valencia, Paco, un mendigo junto a su perro escucha un tiroteo y ve cómo un hombre de facciones árabes persigue a un desconocido, para sorpresa suya desnudo. Tras caer a las aguas y ser dado por muerto, el indigente rescata al extraño de morir ahogado. 
Tras recuperar la conciencia y agradecerle su ayuda se encuentra con que no recuerda nada, ni siquiera su nombre viéndose obligado a mendigar junto a su nuevo amigo mientras trata de recordar quién es, si tiene familia y de "dónde" escapó.
En otra parte de la ciudad, un notario de nombre Enrique del Nogal tras ser secuestrado durante una semana, vuelve a casa para incredulidad de su mujer (Marcela) e hijos al verle con la misma ropa impoluta a pesar del tiempo que alega haber sido retenido. Al cabo de poco tiempo empieza a escuchar unas voces que le llevan hasta la ciudad de su niñez, en Burgo de Osma, Soria donde sufre el ataque de un grupo de espíritus, todos con el mismo rostro.
Aunque ninguno de los dos casos guarda relación entre sí, todo parece indicar a unos experimentos científicos ilegales en los que hubo un fallo con una clonación.